# Yi Kang
Yi Kang, född 1877, död 1955, var en koreansk prins. Han var son till kung Gojong av Korea och konkubinen Jang.
Han var sin fars äldste son men utsågs inte till kronprins på grund av sin mors lägre rang. Däremot fick han titeln prins 1892. Han gifte sig 1893 med Kim Sudeok, men äktenskapet var olyckligt. Han hade tretton konkubiner och 21 barn.
Mellan 1893 och 1905 fullföljde han åtskilliga diplomatiska ambassadörsuppdrag i Europa, USA och Japan. Han blev också känd för sin livsstil som playboy. Efter Japans ockupation av Korea gjorde han sig känd för sin opposition mot Japan och kom att leva i husarrest. Han fortsatte leva i Korea efter 1945 men drabbades därefter av allt värre fattigdom.

## Familj
Yi Kang var gift med Kim Sudeok och hade 13 bihustrur. Bland hans 21 barn fanns: 
1. Prins Yi Geon, född 1909, död 1991, gift med Matsudaira Yoshiko och Maeda Yoshiko,
2. Prins Yi U, född 1912, död 1945, gift med Park Chan-ju,
3. Prinsessan Yi Hae-won, född 1919, död 2020, föreslagen som tronföljare,
4. Prins Yi Seok av Korea